# Якубджанов, Касымджан
Касымджан Якубджанов — советский хозяйственный, государственный и политический деятель.

## Биография
Родился в 1906 году. Член КПСС с 1928 года.
С 1925 года — на хозяйственной, общественной и политической работе. В 1925—1963 гг. — ответственный работник в Сурхандарьинской области Узбекской ССР, начальник управления водного хозяйства Сурхандарьинской области, председатель Сурхандарьинского облисполкома, управляющий трестом «Ферганаводстрой».
Избирался депутатом Верховного Совета Узбекской ССР 4-го и 5-го созывов.
Умер после 1963 года.